# Asociación Deportiva Ceuta
|  | No s'ha de confondre amb Agrupación Deportiva Ceuta o Agrupación Deportiva Ceuta Fútbol Club. |

L'Asociación Deportiva Ceuta fou un club de futbol espanyol de la ciutat de Ceuta, ja desaparegut. Fundat el 1996, la seva última temporada d'activitat fou la 2011-12.

## Història
Nombrosos clubs han destacat a la ciutat de Ceuta amb el pas dels anys. En podem esmentar els següents:
El Ceuta Sport va ser fundat el 1919, anomenant-se Sociedad Deportiva Ceuta el 1941. L'any 1956 es fusionà amb una branca del Club Atlético Tetuán formant el Club Atlético de Ceuta (club que encara existeix).
L'Agrupación Deportiva Ceuta va ser fundada 1970. Va arribar a jugar a Segona Divisió la temporada 1980-81. Va desaparèixer el 1991.
L'any 1980 es fundà un club anomenat Angulo CF. Aquest equip assolí l'ascens a Tercera Divisió el 1996 i decidí canviar el nom per Ceutí Atlético. Un cop finalitzada la temporada 96/97, el president del club Juan Antonio Muñoz decideix canviar-ne la denominació i refundant el club amb el nom de Asociación Deportiva Ceuta, el club actual.
L'1 de juliol de 2012 baixà a Tercera Divisió per manca de pagaments als seus jugadors. Fou descendit administrativament a Regional Preferent de Ceuta i finalment acabà desapareixent.
Evolució dels principals clubs de Ceuta:
- Ceuta Sport Club (1932-1941) → Sociedad Deportiva Ceuta (1941-1956)
- Club Atlético Ceuta (1956–2013) → Agrupación Deportiva Ceuta Fútbol Club (2013–)
- Club Deportivo Imperio de Ceuta (1958–)
- Agrupación Deportiva Ceuta (1969–1991)
- Club Ceutí Atlético (1996–1997)
- Asociación Deportiva Ceuta (1997–2012)

## Dades del club
- Temporades a primera divisió: 0
- Temporades a Segona Divisió: 0
- Millor posició a la lliga: 2n (Segona Divisió B temporades: 99-00 i 01-02)
- Pitjor posició a la lliga: 11è (Segona Divisió B temporada 2006-07)

## Palmarès
- Lliga de 3a divisió (Grup X): 1996, 1997